# Brownstown (Illinois)
Brownstown – wieś w Stanach Zjednoczonych, w stanie Illinois, w hrabstwie Fayette.